# Anthony Fauci
Anthony Stephen Fauci (n. 24 decembrie 1940, New York City, New York, SUA) este un medic și imunolog american cu origini italiene, cunoscut pentru că este unul dintre liderii grupului de combatere a coronavirusului.